# Vasil Bykaŭ
Vasil Uładzimiravič Bykaŭ (în belarusă Васі́ль Уладзі́міравіч Бы́каў, în rusă Васи́лий (Васи́ль) Влади́мирович Бы́ков; n. 19 iunie 1924, Byčki⁠(d), Q123699789⁠(d), RSS Bielorusă, URSS – d. 22 iunie 2003, Baraŭliany⁠(d), Minskaja voblasć, Belarus) a fost un important scriitor bielorus. A scris romane, în special, despre cel de-Al Doilea Razboi Mondial.